# Уразаев, Ахмет Мухамметзарифович
Ахмет Мухамметзарифович Уразаев (литературный псевдоним Курмаши; не позднее 1855 или 1855, Звериноголовское, Оренбургская губерния — 1883, Петропавловск, Акмолинская область) — татарский поэт, педагог.

## Биография
Ахмет Уразаев родился предположительно в 1855 году в семье муллы в станице Звериноголовской Звериноголовского станичного юрта Челябинского уезда Оренбургской губернии, который относился к Войсковой территории Челябинского уезда (3-й военный отдел Оренбургского казачьего войска). Ныне село — административный центр Звериноголовского муниципального округа Курганской области.
Псевдоним поэта «Уразаев-Алькызылджари, Аль-Курмаши»:
- Алькызылджари — по названию урочища Кызыл-жар, в котором расположен город Петропавловск, где Уразаев окончил медресе Абдулбари ахуна.
- Аль-Курмаши — по названию деревни Курмаш Мензелинского уезда Уфимской губернии (ныне село Старое Курмашево Актанышского района Республики Татарстан), в которой был муллой его дед Мухамметсадык Уразаев.

Первоначальное обучение прошел в медресе станицы Звериноголовской, затем он учился в медресе Абдулбари ахуна в городе Петропавловске. Продолжил обучение в медресе Кшкар (тат. Кышкар мәдрәсәсе) в селе Кшкар Казанской губернии (ныне в Арском районе Республики Татарстан).
В 1880 году возвратился в Петропавловск и стал работать учителем.
Ахмет Уразаев скончался в 1883 году в городе Петропавловске Петропавловского уезда Акмолинской области Степного генерал-губернаторства, ныне город — административный центр Северо-Казахстанской области Республики Казахстан.

## Творчество
Первое произведение «Кыйссаи Буз джигит» было написано в 1874 году в Петропавловске.
Второе произведение «Кыйссаи Тахир и Зухра» было написано в Казанской губернии ритмичной прозой на татарском и казахском языках, содержит древние арабские и персидские мотивы, элементы татарских и казахских песен и преданий. Впервые издана в Казани в 1876 году. Книга была издана более 10 раз.
Г. Сагъди отмечал, что у Курмаши были и другие произведения, но до нас дошли только «Кыйссаи Буз джигит» и «Кыйссаи Тахир и Зухра».